# Васильева, Лилия Леонидовна
Лилия Леонидовна Васильева (род. 3 мая 1994, Можга, Удмуртия) — российская лыжница. Мастер спорта России.

## Карьера
Выступает за Удмуртию. Тренируется в Можге.
Чемпионка России 2014 года в командном спринте.
Чемпионка зимней Универсиады 2017 года на дистанции 5 км, на этой же дистанции на зимней Универсиаде 2015 года стала бронзовым призёром.
Студентка Самарского юридического института Федеральной службы исполнения наказаний.